# Jan Stahre
Jan Stahre, född 13 augusti 1958, är en svensk fotbollstränare som driver Stahre International Academy of Football. 
Stahre var huvudtränare i Degerfors IF under säsongen 2008. Degerfors målsättning var en mittenplacering, men efter att ha slutat sist i Superettan valde Stahre och assisterande tränaren Mike Lindström att avgå.
Stahre har tidigare varit huvudtränare för Vasalund/Essinge IF, Väsby United, Husqvarna FF och assisterande tränare i AIK Fotboll. Mellan år 2003 - 2005 var han teknisk direktör för den finska fotbollsklubben FC Inter Åbo.
Han var 2017 och 2018 tränare för Oskarshamns AIK.
Jan Stahre är inte släkt med AIK:s förre huvudtränare Mikael Stahre.